# 米憐

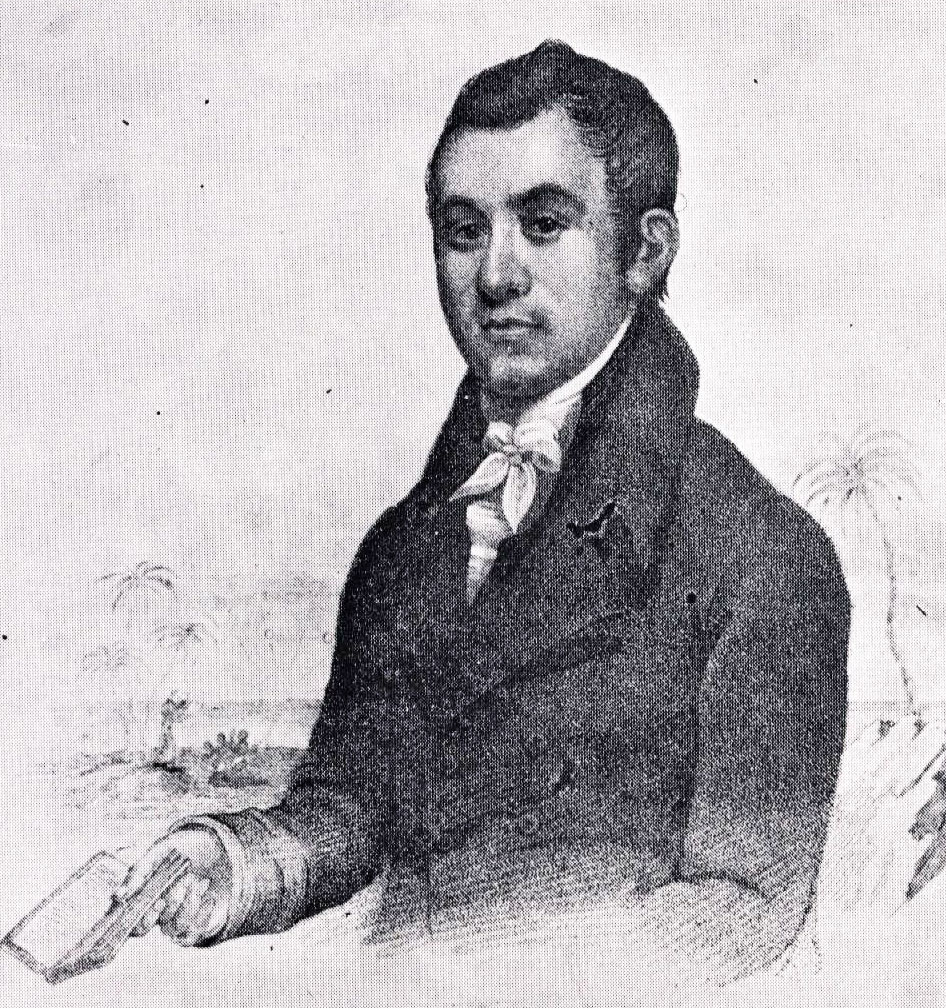
米憐

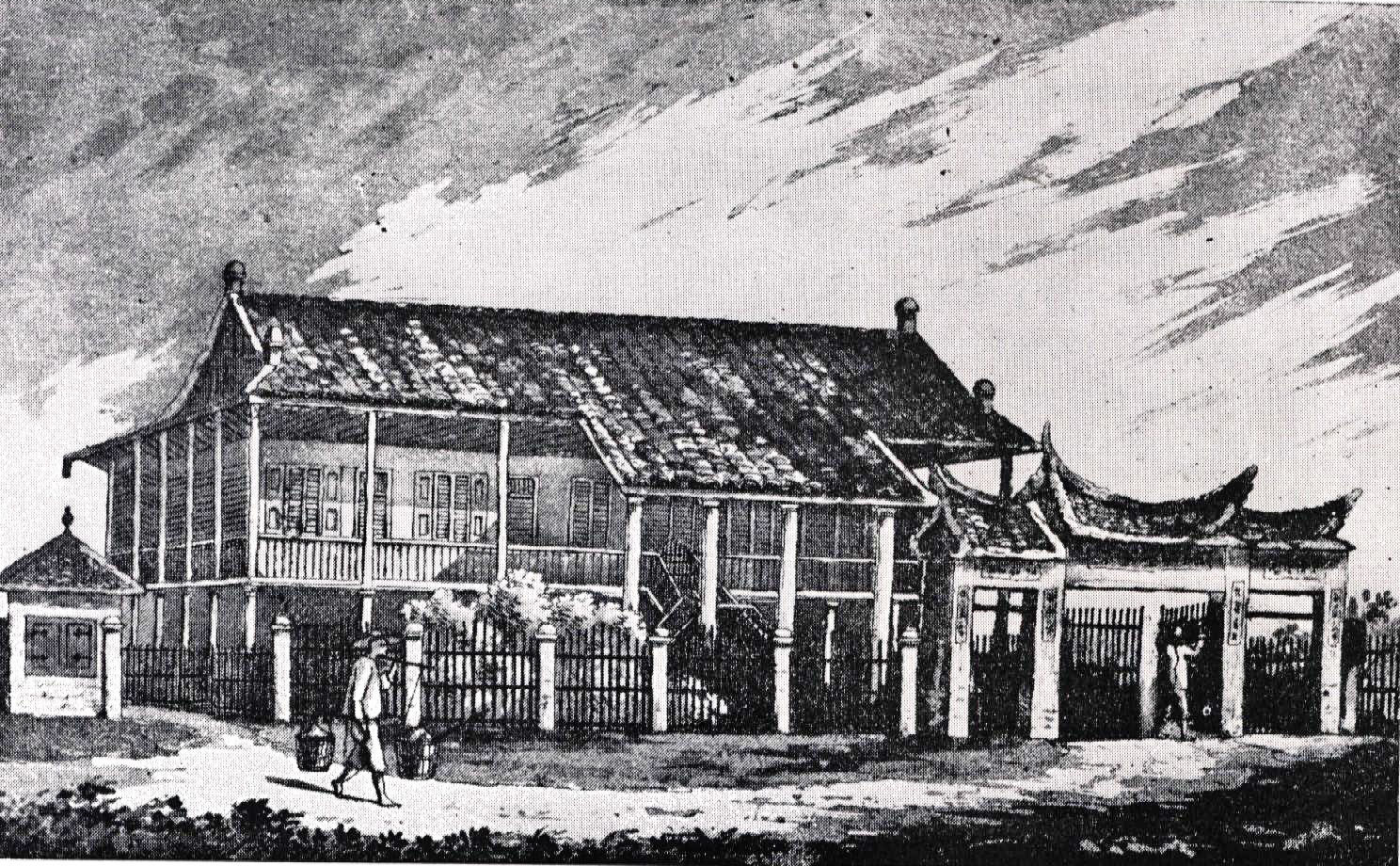
米憐在馬六甲創辦的英華書院

威廉·米爾尼（William Milne，1785年4月27日—1822年6月2日），漢名米憐，苏格兰人，是繼馬禮遜之後第二位來華的基督教宣教士。他們同樣屬於倫敦傳道會。

1785年米憐出生于蘇格蘭阿伯丁郡亨特利附近的Kennethmont教区。少年时曾為木匠學徒。1804年入教，1809年加入倫敦會。米憐在1813年(嘉慶十八年)來華。原本宣教差會認為他不符合來中國宣教士的資格，覺得派到中國這種文化很深厚的地區的傳教士，要像利瑪竇、馬禮遜那樣，知識水平很高，受過醫學、天文學的訓練才可以去。而米憐六歲的時候父親就去世，小時候是一個牧童，舉止粗野，文化素質，知識水平都很低。所以他們認為像米憐這種人去的話會好像損壞神的面子一樣。甚至他們徵選委員會裏面還有一個人說“你做工人就最合適的”。但是米憐確實有來中國宣教的心志，後來差會終於准許他到中國去。當時他說：“你們如果覺得我沒有資格的話，那我去中國我可以作任何的工作”，他說：“我去洗衣服，去燒飯，我來服侍馬禮遜博士，讓他可以專心地傳教，我願意作任何僕人的工作。”
米憐來華以後，不像馬禮遜那樣可以用東印度公司翻譯的合法身份在廣州居留。於是米憐住在馬來西亞西邊的馬六甲。那裏有很多的華僑，設備也辦得十分好。他的妻子跟他一起來澳門，他一個人到馬六甲工作去事奉。他主要是幫助馬禮遜，在馬六甲創辦英華書院，並成為該校首任校長；他亦辦雜誌《察世俗每月统记传》，印刷出版書籍，他主要做助理的工作。但是他經過這幾年的時間認真地服侍跟學習以後，米憐的中文程度非常地好。甚至他去世的時候很多人稱他為“米憐博士”。1819年米憐在馬六甲發表取材於聖經故事的中文章回體白話小說《張遠兩友相論》，此後此書在馬六甲、新加坡、上海、寧波、香港、福州、漢口等地重印多達30次，廣為流傳。他在1817年(嘉慶二十二年) 離馬六甲，9月初抵達中国。1818年(嘉慶二十三年) 返回馬六甲。1819年 (嘉慶二十四年) ，妻子死在澳門。1820年，格拉斯哥大学授予他名譽神學博士。他在1822年6月2日去世。
米憐夫婦皆死在馬六甲，如今米憐太太的墳墓仍在馬六甲一個古墳場內，且附有有名有姓的墳墓石碑，至於米憐的屍體，一般相信是埋葬在馬六甲的 ' CHRIST CHURCH MELAKA ' 下面。
米憐曾經接觸三合會，並寫下記錄。馬禮遜在他身後將之整理然後在1825年於英國皇家亞洲學會期刊內發表，此文是最早關於三合會的英文著作。

## 著作
1. 《求世者言行真史记》1814年，广州。
2. 《进小门走窄路解论》1816年，马六甲。
3. 《崇真实弃假谎略说》1816年，马六甲。
4. 《幼学浅解问答》1817年，马六甲。
5. 《祈祷真法注解》1818年，马六甲。
6. 《诸国异神论》1818年，马六甲。
7. 《生意公平聚益法》1818，马六甲。
8. 《圣书节注十二训》1818年，马六甲。
9. 《赌博明论略讲》1819年，马六甲
10. 《张远两友相论》1819年，马六甲。
11. 《古今圣史记集》1819年，马六甲。
12. 《受灾学义论说》1819年，马六甲。
13. 《三宝仁会论》1821年，马六甲。
14. 《全地万国记略》1822，马六甲。
15. 《乡训五十二则》1824年，马六甲。
16. 《上帝圣公会门》1824年，马六甲。
17. 《灵魂篇大全》1824年，马六甲。
18. 《神天圣书》1824年，马六甲。
19. 《圣书节解》1825年，马六甲。
20. 《察世俗每月统记传》1815-1821，马六甲。

- Emperor Kang-he.  reprint. Kessinger Publishing. 2004: 300  [2012-02-10]. ISBN 1-4179-1924-8.(Translated by Reverend William Milne )
- Kangxi (Emperor of China); Youpu Wang, Yongzheng (Emperor of China); Wang Yew Po.  2. SHANGHAI: American Presbyterian Mission Press. 1870: 197  [2012-02-10].(the New York Public Library)(Translated by William Milne )
- Kangxi (Emperor of China); Yongzheng (Emperor of China); Youpu Wang.  2. SHANGHAI: American Presbyterian Mission Press. 1870: 197  [2012-02-10].(the University of California)
- William Milne, A Retrospect of the First Ten Years of the Protestant Mission to China (1820).
- William Milne, Some account of a secret association in China entitled: The Triad Society. By W. Milne. Communicated by the Revd. Robert Morrison.  (1825)